# Lista de bônus e prêmios do WEC
Os Bônus do WEC são os três prêmios dados aos lutadores após todos os eventos do WEC.

## Tipos de prêmios
Luta da Noite — Prêmio dado aos dois lutadores que fizeram a luta considerada e melhor e mais impressionante do evento.
Nocaute da Noite — Prêmio dado ao lutador que executou o melhor KO/TKO da noite.
Finalização da Noite — Prêmio dado ao lutador que executou a mais impressionante Finalização na noite.

## Premiações
WEC 35: Condit vs. Miura
Os lutadores ganharam bônus de US$7.500.
- Luta da Noite:  Carlos Condit vs.  Hiromitsu Miura
- Nocaute da Noite:  Brock Larson
- Finalização da Noite:  Brian Bowles

WEC 36: Faber vs. Brown
Os lutadores ganharam bônus de US$7.500.
- Luta da Noite:  Donald Cerrone vs.  Rob McCullough
- Nocaute da Noite:  Mike Brown e  Leonard Garcia
- Finalização da Noite:  Rani Yahya

WEC 37: Torres vs. Tapia
Os lutadores ganharam bônus de US$7.500.
- Luta da Noite:  Cub Swanson vs.  Hiroyuki Takaya
- Nocaute da Noite:  Bart Palaszewski
- Finalização da Noite:  Brian Bowles

WEC 38: Varner vs. Cerrone
Os lutadores ganharam bônus de US$7.500.
- Luta da Noite:  Jamie Varner vs.  Donald Cerrone
- Finalização da Noite:  Urijah Faber
- Nocaute da Noite:  Jose Aldo

WEC 39: Brown vs. Garcia
Os lutadores ganharam bônus de US$7.500.
- Luta da Noite:  Johny Hendricks vs.  Alex Serdyukov
- Finalização da Noite:  Mike Brown
- Nocaute da Noite:  Damacio Page

WEC 40: Torres vs. Mizugaki
Os lutadores ganharam bônus de US$10.000.
- Luta da Noite:  Miguel Torres vs.  Takeya Mizugaki
- Nocaute da Noite:  Anthony Njokuani
- Finalização da Noite:  Rani Yahya

WEC 41: Brown vs. Faber 2
Os lutadores ganharam bônus de US$10.000.
- Luta da Noite:  Mike Brown vs.  Urijah Faber
- Nocaute da Noite:  Jose Aldo
- Finalização da Noite:  Seth Dikun

WEC 42: Torres vs. Bowles
Os lutadores ganharam bônus de US$10.000.
- Luta da Noite:  Joseph Benavidez vs.  Dominick Cruz
- Nocaute da Noite:  Brian Bowles
- Finalização da Noite:  Rani Yahya

WEC 43: Cerrone vs. Henderson
Os lutadores ganharam bônus de US$10.000, mas os vencedores da Luta da Noite ganharam US$20.000.
- Luta da Noite:  Ben Henderson vs.  Donald Cerrone
- Nocaute da Noite:  Anthony Njokuani
- Finalização da Noite:  Mackens Semerzier

WEC 44: Brown vs. Aldo
Os lutadores ganharam bônus de US$10.000.
- Luta da Noite:  Cub Swanson vs.  John Franchi
- Nocaute da Noite:  Jose Aldo
- Finalização da Noite:  Shane Roller

WEC 45: Cerrone vs. Ratcliff
Os lutadores ganharam bônus de US$10.000.
- Luta da Noite:  Donald Cerrone vs.  Ed Ratcliff
- Nocaute da Noite:  Anthony Njokuani
- Finalização da Noite:  Brad Pickett

Uma segunda Luta da Noite foi escolhida, com premiação de US$5.000.
- Segunda Luta da Noite: Takeya Mizugaki vs.  Scott Jorgensen

WEC 46: Varner vs. Henderson
Os lutadores ganharam bônus de US$10.000.
- Luta da Noite:  Coty Wheeler vs.  Will Campuzano
- Nocaute da Noite: Nenhuma luta terminou em Nocaute.
- Finalização da Noite:  Urijah Faber

WEC 47: Bowles vs. Cruz
Os lutadores ganharam bônus de US$10.000.
- Luta da Noite:  Leonard Garcia vs.  George Roop
- Nocaute da Noite:  Anthony Pettis
- Finalização da Noite:  Joseph Benavidez

WEC 48: Aldo vs. Faber
Os lutadores ganharam bônus de $65,000.
- Luta da Noite:  Leonard Garcia vs.  Chan Sung Jung
- Nocaute da Noite:  Manvel Gamburyan
- Finalização da Noite:  Ben Henderson

WEC 49: Varner vs. Shalorus
Os lutadores ganharam bônus de US$10.000.
- Luta da Noite:  Mark Hominick vs.  Yves Jabouin
- Nocaute da Noite:  Eddie Wineland
- Finalização da Noite:  Josh Grispi

WEC 50: Cruz vs. Benavidez 2
Os lutadores ganharam bônus de US$10.000.
- Luta da Noite:  Scott Jorgensen vs.  Brad Pickett
- Nocaute da Noite:  Maciej Jewtuszko
- Finalização da Noite:  Anthony Pettis

WEC 51: Aldo vs. Gamburyan
Os lutadores ganharam bônus de US$10.000.
- Luta da Noite:  Donald Cerrone vs.  Jamie Varner
- Nocaute da Noite:  George Roop
- Finalização da Noite:  Miguel Torres

WEC 52: Faber vs. Mizugaki
Os lutadores ganharam bônus de US$10.000.
- Luta da Noite:  Cub Swanson vs.  Mackens Semerzier
- Nocaute da Noite:  Erik Koch
- Finalização da Noite:  Urijah Faber

WEC 53: Henderson vs. Pettis
Os lutadores ganharam bônus de US$10.000.
- Luta da Noite:  Ben Henderson vs.  Anthony Pettis
- Nocaute da Noite:  Eddie Wineland
- Finalização da Noite:  Shane Roller